# El Puerto de Santa María
El Puerto de Santa María er en by og kommune i det sydlige Spanien i provinsen Cádiz. Den har et indbyggertal på 89.960 (2024) indbyggere.